# Олимпийский (стадион, Донецк)
«Олимпийский» (укр. Регіональний спортивний комплекс «Олімпійський») — стадион в Донецке, бывшая домашняя арена футбольного клуба «Шахтёр». Подразделение регионального спортивного комплекса «Олимпийский».

## История
Ранее стадион назывался «Локомотив». Его строительство началось летом 1955 года. Архитекторами стадиона были Е. Ревин и В. Голубков. Строители механизированного участка № 1 «Дорстроймонтажтреста» Донецкой железной дороги начали земельные работы. Его трибуны были рассчитаны на 35 000 мест. По плану, стадион должны были сдать в эксплуатацию в 1956 году, но распахнул свои ворота «Локомотив» только 13 августа 1958 года, когда была сдана первая очередь — непосредственно поле и 13 из 32 секторов трибун на 20 тысяч зрителей. После последней реконструкции в 2003 году, стадион встретил матчи молодёжной сборной Украины, внутренние и еврокубковые матчи донецкого «Металлурга», а с марта 2004 года по август 2009 года на «Олимпийском» домашние поединки проводил донецкий «Шахтер».
Также в 2004 году на стадионе стояла дудка, которая выстреливала конфетти, в момент когда хозяева забивали гол.

## Евро 2009
Летом 2009 года на этом стадионе проходили матчи юношеского чемпионата Европы 2009. На стадионе были проведены 3 матча группового этапа, полуфинал и финальный поединок. В финальном матча впервые в своей истории сборная Украины стала чемпионом Европы, обыграв сборную Англии.
Групповой этап
- 21 июля, 12 800 зрителей, Украина — Словения — 0:0
- 24 июля, 7 438 зрителей, Украина — Англия — 2:2 (1:1)
- 27 июля, 4 300 зрителей, Швейцария — Украина — 0:1 (0:0)

Полуфинал
- 30 июля, Англия — Франция — 3:1 (1:1) (1:1)

Финал
- 2 августа, 25 100 зрителей, Англия — Украина — 0:2 (0:1)

## Галерея

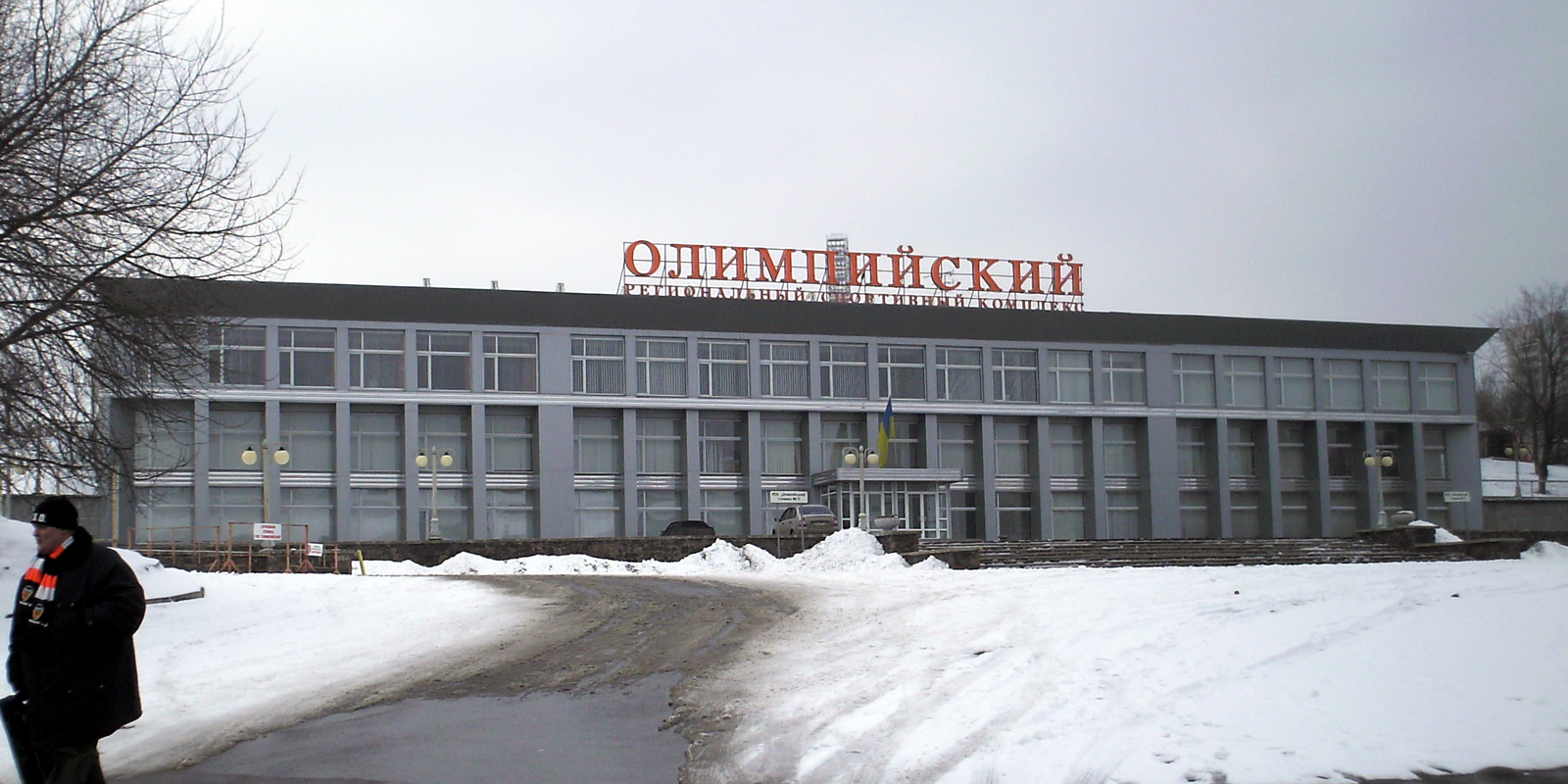
Фасад с ул. Челюскинцев
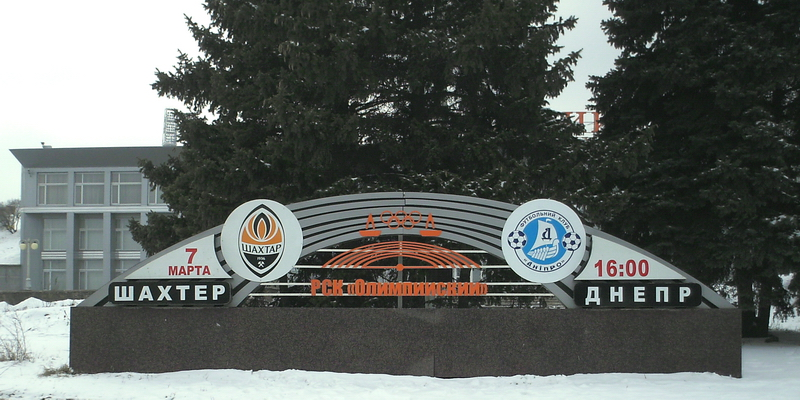
Анонс первейшего матча
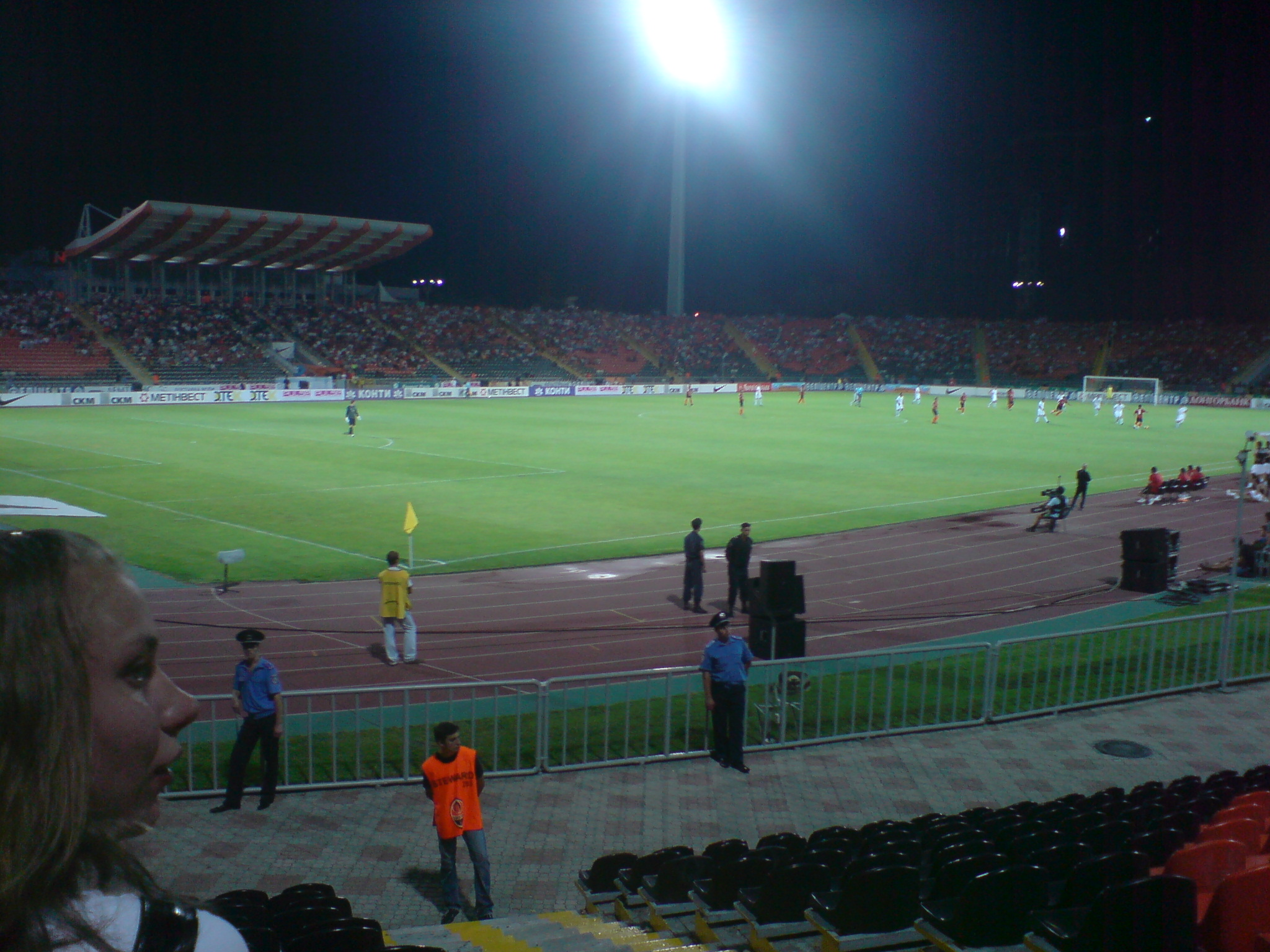
Во время матча
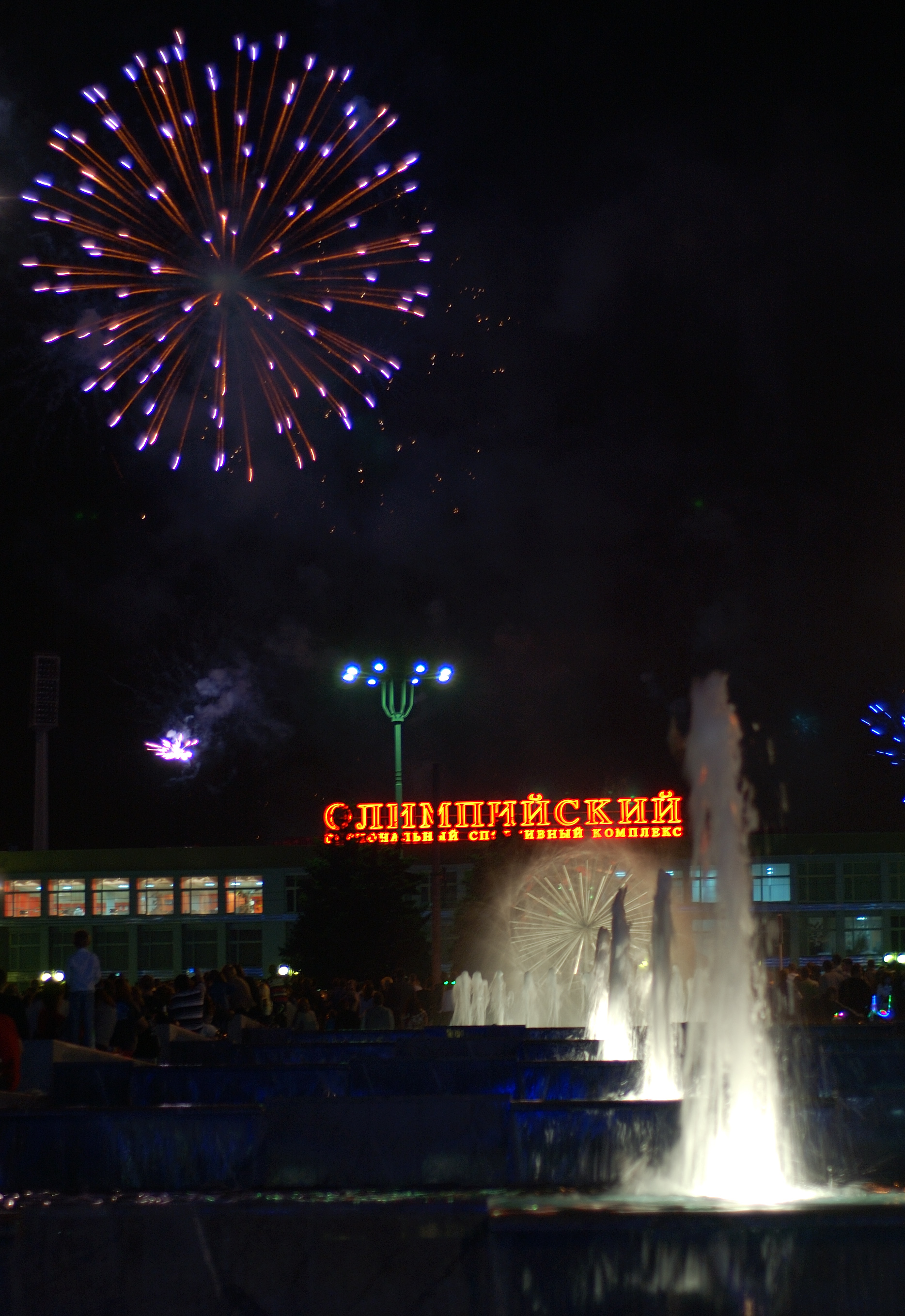
Шоу фейерверков